# Of Human Feelings
Of Human Feelings è un album del sassofonista jazz, compositore e bandleader Ornette Coleman. Fu registrato il 25 aprile 1979 ai CBS Studios di New York City con la sua band Prime Time, che comprendeva i chitarristi Charlie Ellerbee e Bern Nix, il bassista Jamaaladeen Tacuma, i batteristi Calvin Weston e il figlio di Coleman Denardo. Seguì il fallito tentativo del sassofonista di registrare di fare un'incisione diretta su disco all'inizio di marzo dello stesso anno e fu il primo album jazz ad essere registrato in digitale negli Stati Uniti.
La musica jazz-funk dell'album permise di continuare l'approccio armolodico di Coleman all'improvvisazione con i Prime Time, che introdusse nel suo album del 1975 Dancing in Your Head. Fu influenzato principalmente dal rhythm and blues di inizio carriera per Of Human Feelings, che aveva composizioni più brevi e distinte rispetto a Dancing in Your Head. Coleman applicò anche i principi del free jazz dalla sua musica degli anni '60 agli elementi del funk.
A seguito di un cambio di gestione, Coleman firmò con la Island Records e Of Human Feelings fu pubblicato nel 1982 attraverso la sua etichetta sussidiaria Antilles Records. I critici elogiarono la musica espressiva dell'album e l'approccio armolodico, ma ebbe un impatto commerciale limitato e diventò presto fuori catalogo. Coleman assunse suo figlio Denardo come manager dopo una disputa con i suoi ex dirigenti sulle royalties dell'album, un cambiamento che lo ispirò a esibirsi di nuovo pubblicamente negli anni '80.

## Il disco

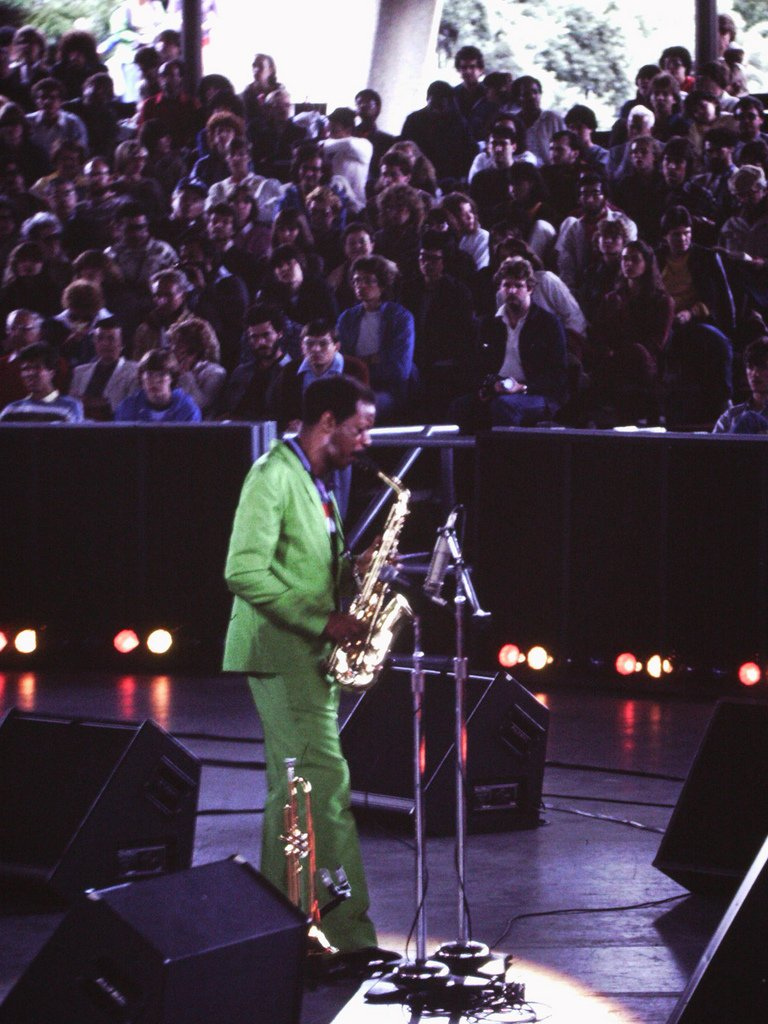
Coleman nel 1982

Alla fine degli anni '60, Ornette Coleman era diventato una dei musicisti più influenti nel jazz dopo aver aperto la strada al suo sottogenere più controverso, il free jazz, che i critici e i musicisti jazz inizialmente derisero per la sua deviazione dalle strutture convenzionali di armonia e tonalità. A metà degli anni '70, smise di registrare free jazz, reclutò strumentisti elettrici e perseguì una nuova teoria creativa che chiamò armolodica. Secondo la teoria di Coleman, tutti i musicisti sono in grado di suonare melodie individuali in qualsiasi chiave, e sembrano comunque coerenti come gruppo. Insegnò ai suoi giovani sidemen questo nuovo approccio di improvvisazione e di ensemble, basato sulle loro tendenze individuali, e impedì loro di essere influenzati dagli stili convenzionali.

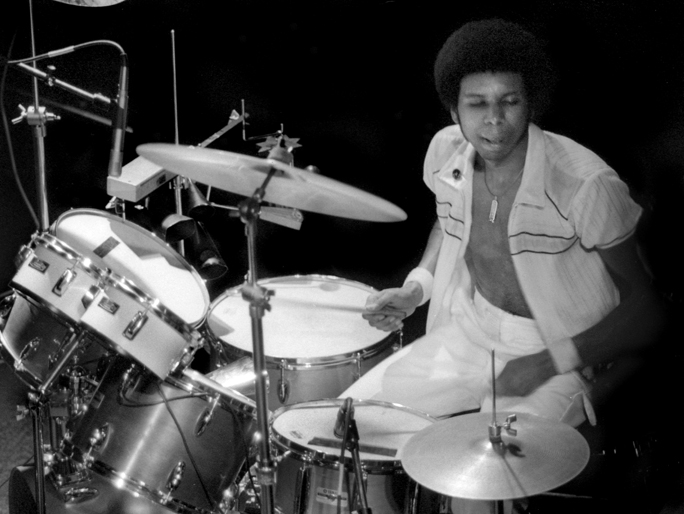
Denardo Coleman nel 1981

Coleman paragonò questa etica di gruppo a uno spirito di "coscienza collettiva" che sottolinea "sentimenti umani" e "ritmi biologici", e disse che voleva che la musica avesse successo e non lui come musicista. Ha anche iniziato a incorporare elementi di altri stili nella sua musica, tra cui influenze rock come la chitarra elettrica e ritmi non occidentali suonati da musicisti marocchini e nigeriani.
Of Human Feelings fu una continuazione dell'approccio armolodico che Coleman aveva applicato con i Prime Time, un quartetto elettrico introdotto nel suo album del 1975 Dancing in Your Head. Il gruppo comprendeva i chitarristi Charlie Ellerbee e Bern Nix, il bassista Jamaaladeen Tacuma e i batteristi Ronald Shannon Jackson e Denardo Coleman, figlio di Ornette Coleman. Tacuma era ancora al liceo quando Coleman lo arruolò e registrò per la prima volta con i Prime Time nel 1975 per l'album Body Meta, che fu pubblicato nel 1978. Tacuma suonò in un ensemble per l'organista jazz Charles Earland, ma Earland lo licenziò perché sentì il pubblico prestare un'attenzione eccessiva al suo modo di suonare. Coleman trovò il modo di suonare di Tacuma ideale per gli armolodici e lo incoraggiò a non cambiare. Sebbene la teoria di Coleman inizialmente sfidasse la sua conoscenza e percezione della musica, a Tacuma piaceva il ruolo non convenzionale di ciascun membro della band come solista e melodista: «Quando leggiamo la musica di Ornette abbiamo i suoi appunti, ma ascoltiamo le sue frasi e le formuliamo come voglio. Posso prendere la stessa melodia, quindi, e formularla come voglio, e quelle note determineranno il fraseggio, il ritmo, l'armonia.».

## Registrazione e produzione

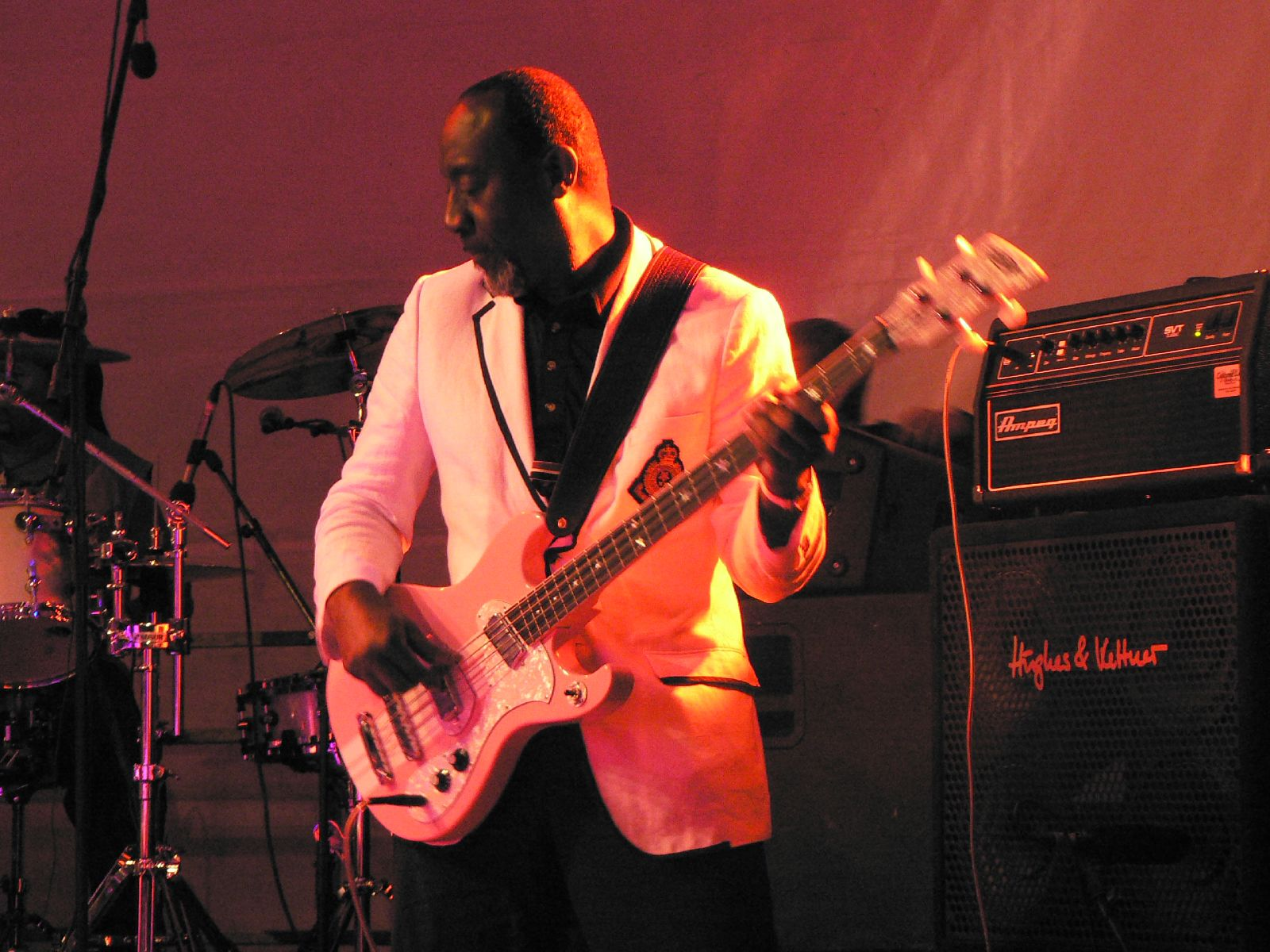
Il bassista dei Prime Time Jamaaladeen Tacuma, fotografato nel 2007

Nel marzo 1979, Coleman andò allo studio di New York della RCA Records per produrre un album con i Prime Time mediante la registrazione diretta su disco. Ebbero problemi meccanici con le apparecchiature dello studio e la registrazione fu respinta. La sessione fallita fu un progetto sotto la Phrase Text, la casa editrice musicale di Coleman. Voleva creare la sua casa discografica con lo stesso nome e scelse il suo vecchio amico Kunle Mwanga come suo manager. Ad aprile, Mwanga organizzò un'altra sessione ai CBS Studios di New York City, e Coleman registrò lì Of Human Feelings il 25 aprile; la sessione era originariamente intitolata Fashion Faces. Jackson non registrò con la band; invece, Calvin Weston fu assunto al suo posto per suonare insieme a Denardo Coleman. Registrarono tutte le canzoni dell'album sul primo take senza problemi di equipaggiamento.
L'album fu registrato con un registratore digitale a due tracce Sony PCM-1600, un oggetto raro al momento. A causa dell'equipaggiamento utilizzato, Coleman non ha abbellito l'album con effetti aggiuntivi ed ha evitato la sovraincisione, il multitraccia e il remix. Secondo lui, Of Human Feelings è stato il primo album jazz ad essere registrato in digitale negli Stati Uniti.

## Composizione
«Le persone hanno iniziato a chiedermi se sono un musicista rhythm and blues e io rispondo sempre di sì. Per me il "rhythm" è l'ossigeno che sta dietro le note e le fa muovere e "blues" è la colorazione di quelle note, cioè come vengono interpretate sentimentalmente.»

— Ornette Coleman (1981)
Secondo The Concise Oxford Dictionary of Music (2004), Of Human Feelings presenta del jazz-funk, un tipo di musica che ha avuto origine intorno al 1970 che era caratterizzata da intricati schemi ritmici, una linea di basso ricorrente ed elementi ritmici latini. Lloyd Sachs del Chicago Sun-Times scrisse che, sebbene Coleman non fosse considerato un artista jazz jusion, l'album può essere descritto come tale a causa della sua combinazione di free jazz e funk. Glenn Kenny non era d'accordo e sentiva che il suo stile chiassoso aveva più in comune con il genere no wave e con gli artisti della scena musicale downtown di New York come John Zorn. Lo scrittore di musica jazz Stuart Nicholson vide questo come il culmine dei principi musicali di Coleman che vanno fino alla sua musica free jazz nel 1960, ma fatta propria con un tempo orientato al funk. Secondo il critico jazz Barry McRae, "era come se Coleman stesse traducendo il concetto del famoso doppio quartetto" dal suo album Free Jazz del 1961 a ciò che era necessario per eseguire jazz-funk.

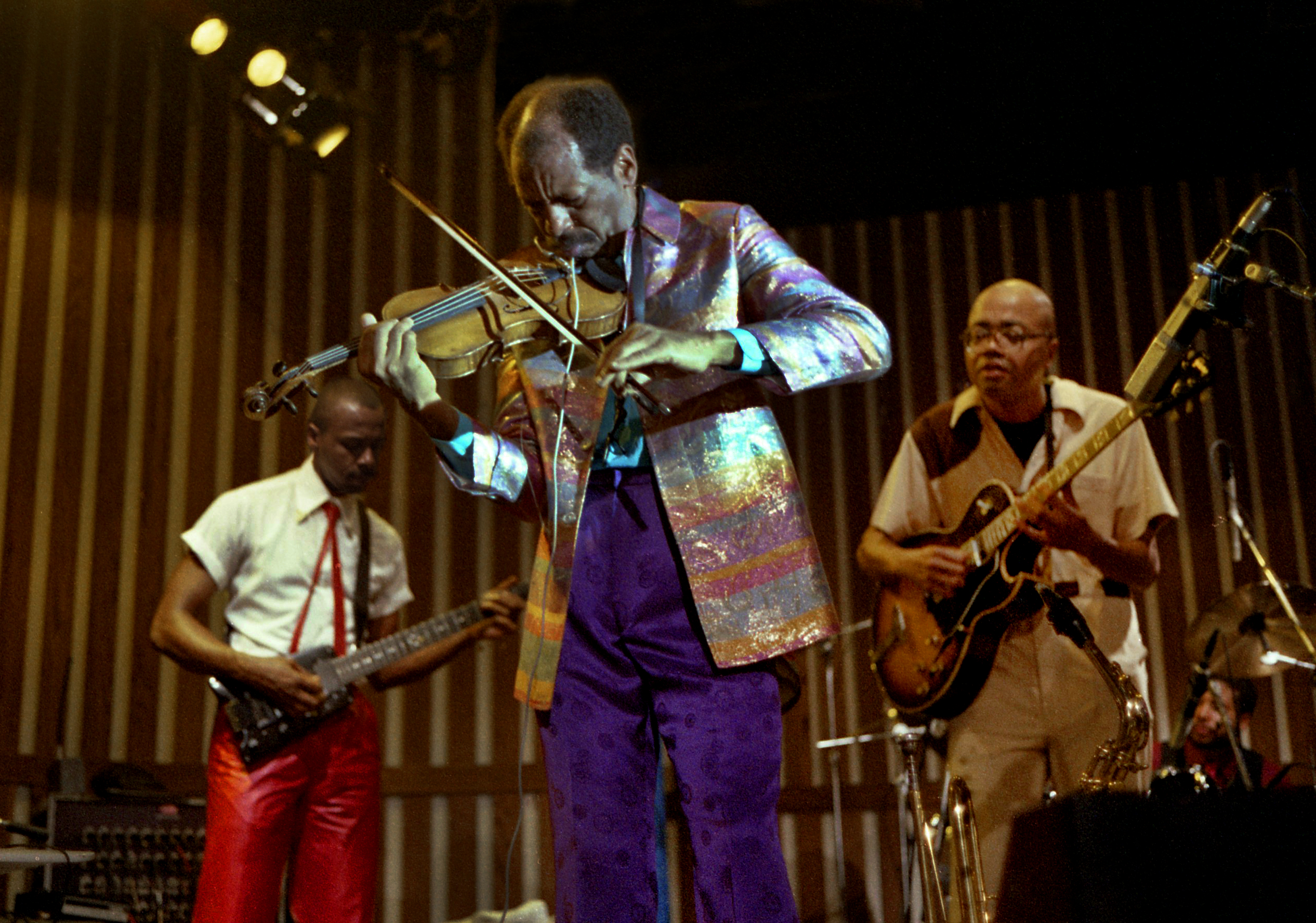
Coleman (al centro), accompagnato dai chitarristi Charlie Ellerbee (a sinistra) e Bern Nix (a destra)

Coleman incorporò strutture e ritmi tradizionali e altri elementi della musica rhythm and blues che aveva suonato all'inizio della sua carriera. Secondo Mandel, la musica semplice e vivace dell'album era più paragonabile ad una band R&B che al jazz fusion. Sebbene Coleman eseguisse ancora le melodie in una canzone, impiegò due chitarristi per contrasto per rendere ogni coppia chitarrista-batterista responsabile sia del ritmo che della melodia. Ellerbee fornì un contrappunto lineare accentato e Nix suonò variazioni della melodia della canzone, mentre Denardo Coleman e Weston suonarono sia poliritmi che ritmi. In brani come "Jump Street" e "Love Words", Ellerbee incorporò distorsioni nella sua chitarra, che diedero alle canzoni una trama più spessa. Le risposte strumentali di Tacuma e Ornette Coleman furono suonate in primo piano per le chitarre meno importanti. McRae osservò che Coleman e i Prime Time si scambiarono "suggerimenti direzionali" durante le canzoni, mentre un musicista cambiava chiave e gli altri modulavano di conseguenza. La band non fece alcun tentativo di armonizzare le sue parti radicalmente diverse mentre suonava.
Of Human Feelings presenta composizioni più brevi e più distinte rispetto a Dancing in Your Head.  "Sleep Talk", "Air Ship" e "Times Square" furono originariamente eseguite da Coleman durante i suoi concerti nel 1978 sotto i nomi di "Dream Talking", "Meta" e "Writing in the Streets", rispettivamente. "What Is the Name of That Song?" è stata intitolata come un riferimento subdolo a due delle sue composizioni più antiche, "Love Eyes" e "Forgotten Songs" (nota anche come "Holiday for Heroes"), i cui temi furono interpretati contemporaneamente e trasfigurati dai Prime Time. Il tema di "Forgotten Songs", originariamente dall'album di Coleman del 1972 Skies of America, fu usato come ritornello. "Jump Street" è una traccia blues e l'atonale "Times Square" presenta temi di danza futuristici. "Love Words" usa pesantemente la polimodalità, una caratteristica centrale dell'armolodica, e contrappone l'assolo esteso di Coleman a uno sfondo denso e ritmicamente complesso. Nicholson osservò i ritmi dell'Africa occidentale e l'improvvisazione collettiva radicata nel jazz di New Orleans su "Love Words" e suggerì che "Sleep Talk" derivasse dall'assolo di fagotto di apertura nell'opera orchestrale di Igor Stravinsky del 1913, La sagra della primavera.

## Marketing e vendite
Alcune settimane dopo la registrazione di Of Human Feelings, Mwanga andò in Giappone per negoziare un accordo con la Trio Records per pubblicare l'album attraverso la Phrase Text. Il trio, che aveva precedentemente pubblicato una raccolta delle esibizioni dal vivo di Coleman dal 1966 al 1971 a Parigi, si preparò a stampare l'album. Coleman avrebbe anche suonato la sua canzone "Skies of America" con la NHK Symphony Orchestra, ma annullò gli accordi al ritorno di Mwanga dal Giappone. Mwanga, dopo solo quattro mesi, lasciò il suo ruolo da manager di Coleman. Nel 1981, Coleman assunse Stan e Sid Bernstein come suoi manager, che vendettero i nastri di registrazione dell'album all'Island Records . Coleman firmò con l'etichetta discografica quell'anno, e Of Human Feelings fu pubblicato nel 1982 attraverso la filiale jazz dell'Island Records, Antilles Records. La rivista Billboard pubblicò una storia in prima pagina all'epoca sui primati del disco sia come primo album digitale registrato a New York City sia come primo album jazz digitale registrato da un'etichetta americana.
Secondo il critico jazz Francis Davis, "una modesta svolta commerciale sembrava imminente" per Coleman, che sembrava riguadagnare la sua celebrità. Il musicologo tedesco Peter Niklas Wilson disse che l'album potrebbe essere stato il più melodioso e commerciale della sua carriera fino a quel momento. Il mixaggio pulito dell'album e le tracce relativamente brevi furono interpretati come un tentativo di airplay radiofonico da parte di Mandel, che descrisse la sua produzione come "la coerenza superficiale che lo avrebbe inserito nella sfera pop". Of Human Feelings non ebbe successo nelle classifiche pop americane, ma solo nei grafici dei Top Jazz Album, dove trascorse 26 settimane e raggiunse come picco il n° 15. Il critico di Sound &amp; Vision, Brent Butterworth, ipotizzò che fosse trascurato perché aveva strumenti elettrici, batteria rock e funk, e non si conformava a quella che lui riteneva fosse l'immagine hokey del jazz che molti fan del genere preferivano. L'album in seguito andò fuori catalogo.

## Critica
| Recensione                          | Giudizio |
| ----------------------------------- | -------- |
| AllMusic                            |          |
| Rolling Stone                       |          |
| The Rolling Stone Jazz Record Guide |          |
| Spin Alternative Record Guide       | 10/10    |
| Tom Hull                            | A        |
| The Village Voice                   | A+       |

Of Human Feelings ricevette notevoli consensi dalla critica contemporanea. Recensendo l'album per Esquire nel 1982, Gary Giddins lo esaltà come un altro punto di riferimento musicale di Coleman e come il suo più riuscito lavoro di armolodica, in parte a causa di composizioni che trovò chiaramente espresse e talvolta senza tempo. A suo avviso, i tasti discordanti trasformano radicalmente la polifonia convenzionale e possono essere la parte più stimolante per gli ascoltatori, che secondo lui dovrebbero concentrarsi sull'esecuzione di Coleman e "lasciare che il vortice si risolva attorno al suo centro". Giddins mise anche in evidenza la melodia di "Sleep Talk", ritenendola tra le migliori della carriera del sassofonista. Kofi Natambu del Detroit Metro Times scrisse che l'approccio sinergico di Coleman mostra un'immediatezza espressiva piuttosto che un superficiale talento tecnico mentre definisce il disco "un mosaico multi-tono di grande potenza, umorismo, colore, arguzia, sensualità, compassione e tenerezza". Trovò le canzoni ispiratrici e ballabili e ritenne che includevano sviluppi nella musica afro-americana del secolo precedente. Robert Christgau definì il suo "funk armolodico caldo e ascoltabile" una "svolta artistica, se non un miracolo". Trovò il suo scambio di ritmi e melodie semplici sincero e sofisticato, scrivendo in The Village Voice, "il modo in cui i musicisti irrompono nelle increspature della canzone solo per rifluire nella marea è la democrazia partecipativa nella sua forma più pratica e utopistica".
I critici puristi del jazz si sono lamentati dell'incorporazione nella musica di ritmi ballabili e chitarra elettrica. In Stereo Review, Chris Albertson considerava la combinazione di sassofono e bizarre funk occasionalmente accattivante ma alla fine sfocata. Leonard Feather scrisse nel Toledo Blade che la musica era stilisticamente ambigua, potenzialmente controversa e difficile da valutare ma abbastanza interessante da giustificare un ascolto.
Alla fine del 1982, Of Human Feelings fu eletto come miglior album dell'anno per il redattore di Billboard Peter Keepnews, che lo considerava un ottimo esempio di fusione tra free jazz e funk moderno. Nelle liste di fine anno di The Boston Phoenix, James Hunter e Howard Hampton classificarono rispettivamente l'album al n°1 e n°4. Fu votato come 13º disco migliore nel Pazz &amp; Jop, un sondaggio annuale di critici americani a livello nazionale, pubblicato su The Village Voice. Christgau, supervisore del sondaggio, lo classificò al primo posto in un elenco di accompagnamento e nel 1990 lo nominò come secondo miglior album degli anni '80.

## Eredità

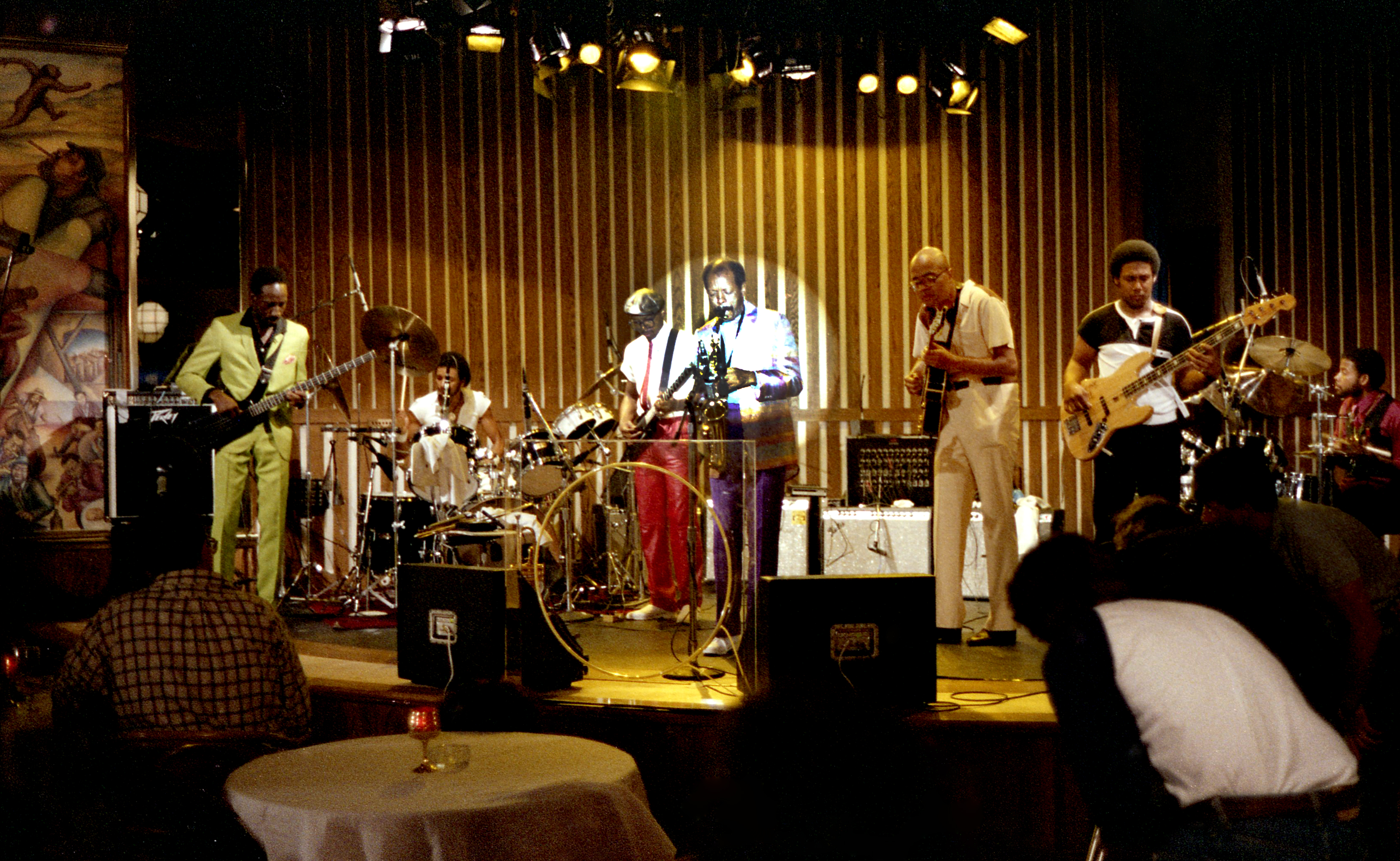
Coleman e o Prime Time al Caravan of Dreams nel 1985

Coleman ricevette $25.000 per i diritti di pubblicazione di Of Human Feelings ma disse che i suoi manager lo vendettero a un prezzo inferiore rispetto ai costi di registrazione e che non ricevette nessuna delle sue royalties. Secondo Stan Bernstein, Coleman aveva aspettative finanziarie "irrealistiche in questo settore a meno che tu non sia Michael Jackson". Il dirigente dell'etichetta Antilles Ron Goldstein ritenne che i $25.000 ricevuti da Coleman non fossero né un importo grande né giusto per un musicista jazz. Dopo aver utilizzato il budget per registrare un altro album, Island non lo pubblicò né raccolse la sua opzione su di lui, e nel 1983 lasciò la Bernstein Agency. Scelse Denardo Coleman per gestire la sua carriera mentre superava la sua reticenza di esibizione pubblica, radicata nella sua sfiducia nel fare affari con un'industria musicale prevalentemente bianca. Secondo Nicholson, "l'uomo un tempo accusato di stare alla gola del jazz fu accolto di nuovo nei circuiti del tour con curiosità e affetto" durante gli anni '80. Coleman non registrato più album per sei anni, ma si esibì a livello internazionale con i Prime Time.
Le valutazioni retrospettive furono favorevoli a Of Human Feelings. In un articolo del 1986 sul New York Times sul lavoro di Coleman con i Prime Time, Robert Palmer affermò che l'album era ancora innovativo e radicale rispetto agli standard di altra musica nel 1982, tre anni dopo la sua registrazione. Il mix dell'album di improvvisazione jazz e grinta, punk e derivati del funk suonava "profetico" quando fu rilasciato, secondo Palmer. Il critico di AllMusic Scott Yanow affermò che sebbene le composizioni di Coleman non avessero mai raggiunto la popolarità, riuscirono nel contesto di un album che metteva in mostra il suo stile distintivo nel suonare il sassofono. Joshua Klein di The AV Club raccomandò Of Human Feelings come il miglior album per i nuovi ascoltatori di musica armolodica di Coleman, mentre il critico rock di Chicago Tribune, Greg Kot lo incluse nella sua guida per ascoltatori jazz principianti; lo nominò uno dei pochi album che lo aiutarono a diventare un ascoltatore migliore della musica rock e ad imparare a godersi il jazz. Nel 2008, Martin Johnson della rivista New York lo incluse nella sua lista di album canonici di quello che riteneva fosse il jazz senza la popolarità che aveva precedentemente, ma vitale per la New York degli ultimi 40 anni; Of Human Feelings trasudava quello che descriveva come uno spirito di raffinatezza con elementi di musica funk, latina e africana, tutti incapsulati da musica che conservava un'identità jazz.

## Tracce
Tutte le tracce sono state scritte da Ornette Coleman.
| Primo lato 1. Sleep Talk – 3:34 2. Jump Street – 4:24 3. Him and Her – 4:24 4. Air Ship – 6:11 Secondo lato 1. What is the Name of That Song? – 3:58 2. Job Mob – 4:57 3. Love Words – 2:54 4. Time Square – 6:03 |

## Staff
I crediti sono adattati dalle note di copertina dell'album.
Musicisti
- Denardo Coleman - batteria
- Ornette Coleman - sassofono contralto, produzione
- Charlie Ellerbee - chitarra
- Bern Nix - chitarra
- Jamaaladeen Tacuma - basso elettrico
- Calvin Weston - batteria

Personale aggiuntivo
- Susan Bernstein - immagine della copertina
- Peter Corriston - design della copertina
- Joe Gastwirt - mastering
- Ron Saint Germain - ingegneria audio
- Ron Goldstein - direzione esecutiva
- Harold Jarowsky - ingegneria audio
- Steven Mark Needham - fotografia
- Ken Robertson - operazioni con nastro